# Changxiao
 Changxiao är en köping i sydöstra Kina. Den ligger i Qingliu härad i staden Sanming i provinsen Fujian, omkring 260 kilometer väster om provinshuvudstaden Fuzhou. Antalet invånare är 10 438. Befolkningen består av 5 136 kvinnor och 5 302 män. Barn under 15 år utgör 18,0 %, vuxna 15-64 år 70 %, och äldre över 65 år 10,0 %.